# Philipp von Bismarck (Politiker, 1844)
Philipp von Bismarck (* 13. April 1844 in Naugard; † 18. Oktober 1894 in Wernigerode) war ein deutscher Rittergutsbesitzer und Parlamentarier.

## Leben

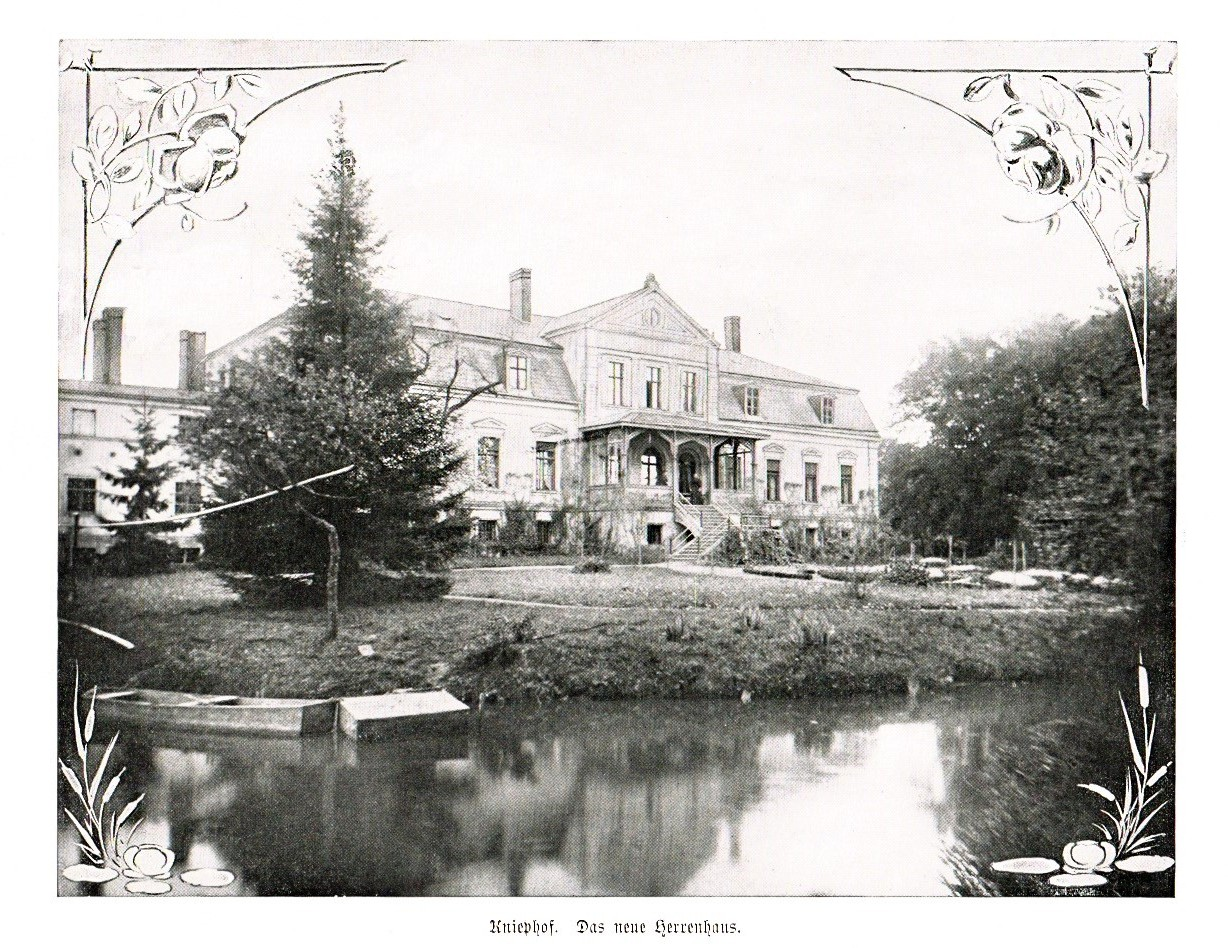
Gutshaus in Kniephof (vor 1915)

Philipp von Bismarck wurde geboren als Sohn des preußischen Politikers Bernhard von Bismarck und der Adelheid geb. Fanninger. Von 1863 bis 1866 studierte er Rechtswissenschaften an der Ruprecht-Karls-Universität Heidelberg und der Friedrich-Wilhelms-Universität Berlin. Zu Beginn des Studiums wurde er Mitglied des Corps Saxo-Borussia Heidelberg. Von 1866 bis 1868 und im Deutsch-Französischen Krieg war Bismarck aktiver Offizier. Sein letzter Dienstgrad war Rittmeister. Von 1868 bis 1872 war er im Justiz- und Verwaltungsdienst tätig.
Anschließend bewirtschaftete er das Rittergut Kniephof, das er 1868 von seinem Onkel, dem preußischen Ministerpräsidenten Otto von Bismarck, käuflich erworben hatte.
Bismarck war Mitglied des Provinziallandtages der Provinz Pommern und des Provinzialausschusses. Er gehörte dem Kreistag und Kreisausschuss des Landkreises Naugard an. Von 1889 bis 1894 saß er für den Wahlkreis Stettin 5 (Naugard, Regenwalde) im Preußischen Abgeordnetenhaus. Er gehörte der Fraktion der Konservativen Partei an.
Mit seiner ersten Ehefrau Elisabeth Gräfin von der Osten (1849–1874) hatte er einen Sohn Karl Bernhard (1874–1952), der den Titel Graf von Bismarck-Osten erhielt und den Osten’schen Fideikommiss Plathe erbte. Ein Sohn zweiter Ehe übernahm die Bismarck’schen Besitze Jarchlin und Kniephof.